# Hatsukaichi (Hiroshima)
Hatsukaichi (廿日市市 Hatsukaichi-shi?) es una ciudad situada en la prefectura de Hiroshima, en Japón. Tiene una población estimada, a inicios de octubre de 2024, de 115 513 habitantes.
Su superficie total es de 489.49 km².

## Geografía

### Localidades circundantes
- Prefectura de Hiroshima
  - Hiroshima
  - Ōtake
  - Akiōta
- Prefectura de Yamaguchi
  - Iwakuni
- Prefectura de Shimane
  - Masuda

### Clima
| Parámetros climáticos promedio de Hatsukaichi (1991–2020) | Parámetros climáticos promedio de Hatsukaichi (1991–2020) | Parámetros climáticos promedio de Hatsukaichi (1991–2020) | Parámetros climáticos promedio de Hatsukaichi (1991–2020) | Parámetros climáticos promedio de Hatsukaichi (1991–2020) | Parámetros climáticos promedio de Hatsukaichi (1991–2020) | Parámetros climáticos promedio de Hatsukaichi (1991–2020) | Parámetros climáticos promedio de Hatsukaichi (1991–2020) | Parámetros climáticos promedio de Hatsukaichi (1991–2020) | Parámetros climáticos promedio de Hatsukaichi (1991–2020) | Parámetros climáticos promedio de Hatsukaichi (1991–2020) | Parámetros climáticos promedio de Hatsukaichi (1991–2020) | Parámetros climáticos promedio de Hatsukaichi (1991–2020) | Parámetros climáticos promedio de Hatsukaichi (1991–2020) |
| Mes                                                       | Ene.                                                      | Feb.                                                      | Mar.                                                      | Abr.                                                      | May.                                                      | Jun.                                                      | Jul.                                                      | Ago.                                                      | Sep.                                                      | Oct.                                                      | Nov.                                                      | Dic.                                                      | Anual                                                     |
| --------------------------------------------------------- | --------------------------------------------------------- | --------------------------------------------------------- | --------------------------------------------------------- | --------------------------------------------------------- | --------------------------------------------------------- | --------------------------------------------------------- | --------------------------------------------------------- | --------------------------------------------------------- | --------------------------------------------------------- | --------------------------------------------------------- | --------------------------------------------------------- | --------------------------------------------------------- | --------------------------------------------------------- |
| Temp. máx. abs. (°C)                                      | 17.2                                                      | 19.8                                                      | 22.8                                                      | 29.1                                                      | 31.5                                                      | 33.0                                                      | 37.4                                                      | 36.7                                                      | 35.0                                                      | 29.4                                                      | 23.9                                                      | 19.5                                                      | 37.4                                                      |
| Temp. máx. media (°C)                                     | 6.7                                                       | 8.1                                                       | 12.2                                                      | 18.1                                                      | 23.1                                                      | 25.8                                                      | 29.3                                                      | 30.7                                                      | 26.9                                                      | 21.3                                                      | 15.3                                                      | 9.2                                                       | 18.9                                                      |
| Temp. media (°C)                                          | 1.5                                                       | 2.4                                                       | 5.9                                                       | 11.4                                                      | 16.5                                                      | 20.3                                                      | 24.2                                                      | 25.0                                                      | 21.0                                                      | 14.8                                                      | 8.8                                                       | 3.5                                                       | 12.9                                                      |
| Temp. mín. media (°C)                                     | -2.9                                                      | -2.6                                                      | -0.1                                                      | 4.6                                                       | 9.9                                                       | 15.4                                                      | 20.1                                                      | 20.6                                                      | 16.2                                                      | 9.2                                                       | 3.2                                                       | -1.2                                                      | 7.7                                                       |
| Temp. mín. abs. (°C)                                      | -11.7                                                     | -13.7                                                     | -8.4                                                      | -4.8                                                      | -0.7                                                      | 5.8                                                       | 10.5                                                      | 12.5                                                      | 3.3                                                       | -2.2                                                      | -4.6                                                      | -10.6                                                     | -13.7                                                     |
| Precipitación total (mm)                                  | 64.5                                                      | 80.4                                                      | 144.6                                                     | 180.0                                                     | 212.1                                                     | 270.0                                                     | 343.0                                                     | 189.8                                                     | 210.9                                                     | 116.7                                                     | 82.0                                                      | 69.8                                                      | 1963.8                                                    |
| Días de lluvias (≥ 1 mm)                                  | 8.6                                                       | 9.6                                                       | 11.0                                                      | 10.0                                                      | 9.4                                                       | 12.6                                                      | 12.3                                                      | 10.0                                                      | 10.0                                                      | 7.2                                                       | 7.7                                                       | 8.9                                                       | 117.3                                                     |
| Horas de sol                                              | 116.9                                                     | 127.6                                                     | 165.0                                                     | 189.2                                                     | 210.0                                                     | 143.3                                                     | 149.8                                                     | 183.3                                                     | 151.9                                                     | 167.6                                                     | 142.2                                                     | 124.5                                                     | 1871.3                                                    |
| Fuente n.º 1: Agencia Meteorológica de Japón              |                                                           |                                                           |                                                           |                                                           |                                                           |                                                           |                                                           |                                                           |                                                           |                                                           |                                                           |                                                           |                                                           |
| Fuente n.º 2: Agencia Meteorológica de Japón              |                                                           |                                                           |                                                           |                                                           |                                                           |                                                           |                                                           |                                                           |                                                           |                                                           |                                                           |                                                           |                                                           |

## Demografía
Según los datos del censo japonés, esta es la población de Hatsukaichi en los últimos años.
| Año del censo | Población |
| ------------- | --------- |
| 1995          | 112 591   |
| 2000          | 114 981   |
| 2005          | 115 530   |
| 2010          | 114 038   |
| 2015          | 114 906   |
| 2024 (est.)   | 115 513   |